# Обломский, Яков Антонович
Яков Антонович Обломский (1905—1977) — советский хозяйственный, государственный и политический деятель.

## Биография
Родился в 1905 году в Харькове. Член КПСС с 1931 года.
С 1920 года — на хозяйственной, общественной и политической работе. В 1920—1971 гг. — рабочим кожевенной мастерской, студент, преподаватель, доцент, ректор Харьковского института народного хозяйства, на руководящих должностях в металлургической промышленности, заведующий секретариатом заместителя Председателя Совета Министров СССР, заместитель главного ученого секретаря президиума Академии наук СССР, управляющий делами Госэкономсовета, начальник отдела Госплана СССР.
Умер в Москве в 1971 году.